# Fort Dieze
Fort Dieze was een fort dat een belangrijke functie had tijdens het Beleg van 's-Hertogenbosch.
Fort Dieze lag ten oosten van de rivier de Dieze, ten zuiden van het gehucht Dieskant op een kleine landtong. Het doel van dit fort was het bewaken van de Diezebrug, zodat er geen ongeoorloofd vervoer overheen zou kunnen komen. Deze brug verloor zijn functie omdat de loop van de rivier werd omgelegd, zodat er geen water vanuit de Maas in de richting van 's-Hertogenbosch kon stromen. Het fort verloor daarmee ook de bewakende functie.
Waar de brug heeft gestaan, is nog steeds terug te zien in het hedendaags landschap.